# Сенковський Осип Іванович
Осип Іванович Сенко́вський (пол. Józef Julian Sękowski, найбільш відомий псевдонім — Барон Брамбеус; 19 (31) березня 1800, маєток Антологон, Віленський повіт — 4 (16) березня 1858 Санкт-Петербург) — російський і польський сходознавець, поліглот, письменник, критик, редактор, журналіст. Редактор першого російського масового «товстого журналу» «Бібліотека для читання». Статський радник, заслужений професор (1847), член-кореспондент Імператорської Академії наук (1828).

## Біографія
Народився в старовинній шляхетській родині, що належить до старовинного роду Сарбевських. Один з його предків, Мацей Сарбевський, що жив в XVII столітті, здобув собі славу одного з найкращих латинських ліриків, вшанований вінцем в Римі і був прозваний «новим Горацієм». До початку XIX століття рід збіднів, але Осип-Юліан зумів здобути блискучу домашню освіту. Він рано виявив схильності до філології. У дитинстві під керівництвом професора Віленського університету Г. Е. Гроддека вивчив досконало стародавні мови. Недовго провчився в Мінському колегіумі. Під час навчання у Віленському університеті закінчив фізико-математичний, філологічний, морально-політичний факультети. Під час навчання на медичному факультеті тяжко захворів і щоб відпочити від напруженого навчання вирушив до Стамбула для підвищення практичного знання східних мов (1819). Формально університет не закінчив.
Здійснив подорож по Туреччині, Сирії та Єгипту (1819—1821), частково коштом того, що Віленські вчені оголосили передплату на грошове забезпечення цієї подорожі з зобов'язанням підсумково звітувати про подорож і зібрати документи про польсько-турецькі зв'язки. З подорожі привіз в Петербург (куди переїхав в 1821 році) наукові праці та стародавні арабські рукописи.
Крім основних європейських мов, блискуче знав східні — турецьку та арабську (досконало), на яких говорив і писав прозою і віршами «каліграфічно-елегантно», перську, також новогрецьку, італійську і сербську мови. Згодом опанував також китайською, монгольською і тибетською мовами.
Сенковский став фактичним засновником школи російської орієнталістики, багато хто з його учнів (М. Г. Волков, В. В. Григор'єв, В. Г. Тізенгаузен і ін.) зробили значний внесок в розвиток російського сходознавства.